# Hermonaks

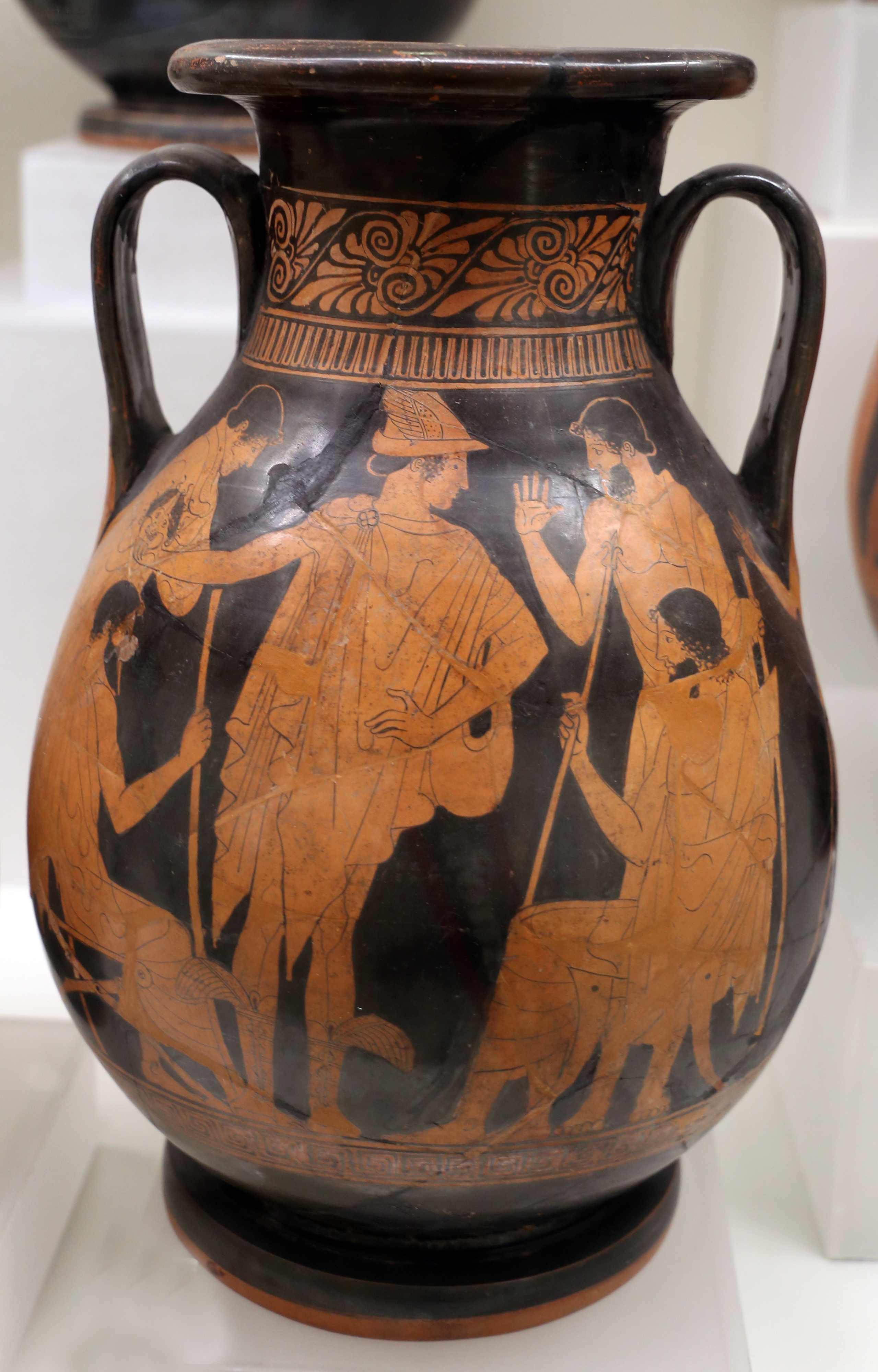
Zdobiona przez Hermonaksa pelike ze sceną mitologiczną: Perseuszem ukazującym publicznie głowę Meduzy

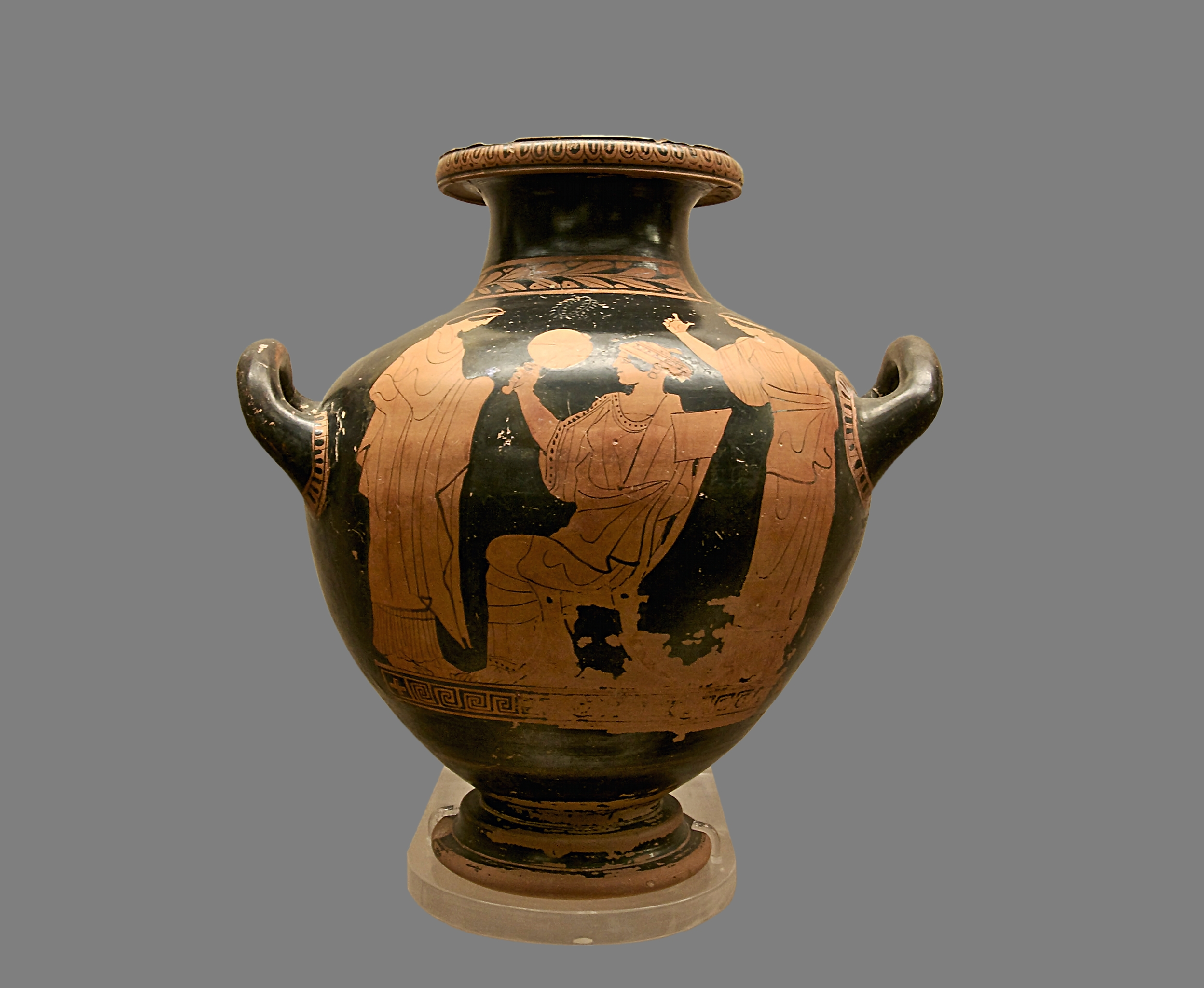
Hydria Hermonaksa ze sceną z życia kobiet

Hermonaks (stgr. Ἑρμῶναξ) – ateński malarz ceramiki działający w latach 470-440 p.n.e., tworzący w technice czerwonofigurowej.

## Działalność
Uznawany za ucznia Malarza Berlińskiego. Jako malarz waz czerwonofigurowych znany dzięki inskrypcjom autorskim (Hermonaks egrapsen) na 10 naczyniach (głównie na stamnosach i pelike zdobionych scenami mitologicznymi). Dekorował przede wszystkim formy duże (pelike i stamnosy, amfory szyjowe, hydrie, dzbany-ojnochoe), sięgał też jednak do mniejszych (czary-kyliksy, lekyty). J. Beazley przypisywał jego autorstwu początkowo 56 naczyń, ostatecznie 164 egzemplarze z fragmentami, jednakże łączna liczba przypisanych mu dotychczas fragmentów oraz kompletnych naczyń przekracza 200.
Spośród uczniów Malarza Berlińskiego współczesny był Malarzowi Providence; z twórców późniejszych zbliżony był do niego np. Malarz Cleveland.
Jako twórca zajmuje chronologicznie pozycję pośrednią pomiędzy artystami okresu archaicznego i klasycznego, a w rozwoju greckiego malarstwa wazowego jego prace zaznaczają fazę przejściową od attyckiego czerwonofigurowego stylu surowego do swobodnego. Uznaje się, że najlepszy okres jego działalności przypada na lata 470-460 p.n.e.
Jedyny przykład jego dorobku w zbiorach polskich – amfora szyjowa przedstawiająca wymarsz wojownika z domu (z ok. 470 p.n.e.), należy do zbiorów muzeum zamkowego w Łańcucie.

## Cechy twórczości

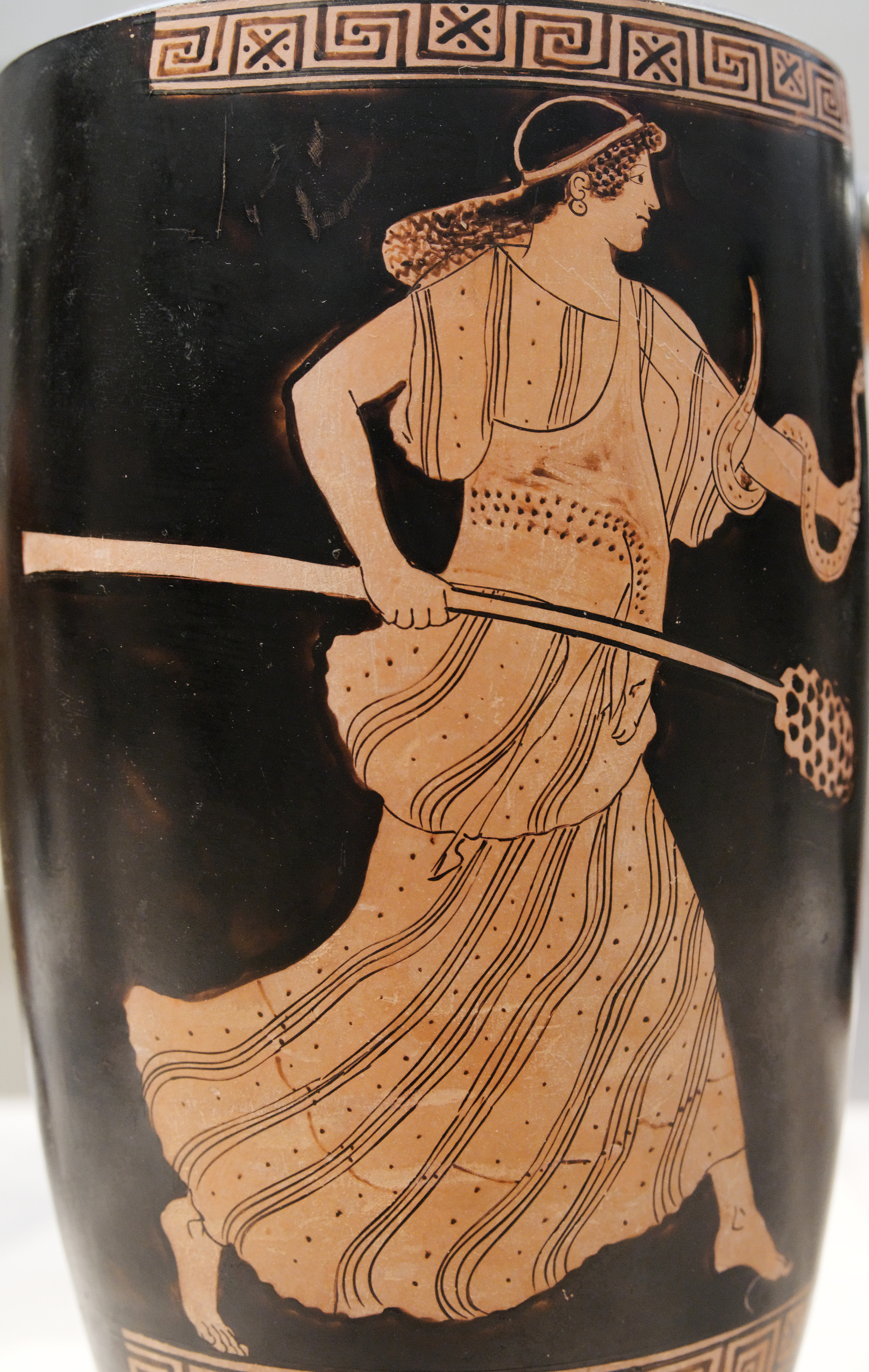
Menada w ruchu (z lekytu czerwonofigurowego, ok. 460 p.n.e.)

Często przedstawiał m.in. sceny dionizyjskie, do ulubionych przez niego tematów należały także scen porwań. Chętnie ukazywał postacie w gwałtownym ruchu; figury ich są wydłużone, bogato odziane i zdradzają już ówczesne próby stworzenia efektów psychologicznych.
Choć wieloma cechami stylistycznymi Hermonaks nawiązuje do stylistyki Malarza Berlińskiego, to zagęszczeniem scen przypomina kompozycje takich malarzy kyliksów, jak Duris czy Makron. Przeważa jednak widoczny wpływ Malarza Berlińskiego, od którego przejął malarską tradycję archaiczną, m.in. w sposobie rysowania oka, w kompozycji poszczególnych postaci oraz w ich wysmuklonym kształcie. Wśród waz sygnowanych widoczna jest artystyczna ewolucja twórcy, który zauważalnie naśladując manierę Makrona, ujawnia też wpływ ściennego malarstwa Polignota – zarówno podejmowaniem „wielkiej” tematyki mitologicznej, jak i skłonnością do stosowania skrótów perspektywicznych i zainteresowaniem kwestią przedstawiania ruchu. Można przypuszczać, że np. pomysł przedstawienia rannego Filokteta na sygnowanej wazie znalezionej w Etrurii (z ok. 460 p.n.e.) został przejęty z obrazu Aristofona, brata Polignota.
Kompozycje jego wskazują, że Hermonaks wytyczył nowe zasady w rozmieszczaniu grup postaci na dużych naczyniach, naruszając tym dotychczasowe normy ustalone dla określonych przedstawień znanych scen mitologicznych. Poza zacieraniem proporcji przestrzennych, sceny te wzbogacał o dodatkowe postacie (często zupełnie uboczne), niekiedy wykraczające poza przyjętą powierzchnię dekoracyjną (np. przechodzące na imadła naczynia). W ich ujęciu, oprócz manierystycznego wydłużenia sylwetek (z ich polem wypełnionym drobnymi elementami), stosował zróżnicowane ujęcia głów (nawet en face i w trzech czwartych), często ujmowanych bardzo wyraziście.